# Comuna Beieve, Lîpova Dolîna
Beieve (în ucraineană Беєве) este o comună în raionul Lîpova Dolîna, regiunea Sumî, Ucraina, formată din satele Beieve (reședința), Beieve-Komuna, Kuplevaha, Oleșcenkove și Peremoha.

## Demografie
Componența lingvistică a comunei Beieve
     Ucraineană (96,42%)
     Rusă (2,31%)
     Alte limbi (0,46%)
Conform recensământului din 2001, majoritatea populației comunei Beieve era vorbitoare de ucraineană (96,42%), existând în minoritate și vorbitori de rusă (2,31%).